# Пам'ятник Євгенові Коновальцю (Івано-Франківськ)
Пам'ятник Євгенові Коновальцю в Івано-Франківську — пам'ятник засновнику та провіднику Організації українських націоналістів Євгенові Коновальцю, відкритий 21 жовтня 2012 року у сквері на розі вулиць Військової та Євгена Коновальця у місті Івано-Франківськ. Висота бронзового погруддя полковника у військовій формі, встановленого на гранітній колоні з геральдичним знаком ОУН — 1,5 м, загальна висота — 4,3 м. Скульптор — Ігор Семак, архітектор — Євген Шатирко. Внизу на постаменті є напис «Євген Коновалець (1891–1938)».

## Урочисте відкриття
Пам'ятник було освячено 21 жовтня 2012 року владикою УГКЦ Софроном Мудрим. На урочистому вічі виступили голова обласної ради Олександр Сич, голова братства ОУН-УПА Карпатського краю Фотій Володимирський, міський голова Івано-Франківська Віктор Анушкевичус, земляки Євгена Коновальця із Львівщини. Спорудження монумента відбулось на честь 120-ї річниці від дня народження Євгена Коновальця, а також в рамках заходів до 70-річчя Української повстанської армії в Івано-Франківську.
Спочатку пам'ятник планували встановити на розі вулиць Коновальця та Січових стрільців, але потім місце розташування змінили.